# 林巧稚
林巧稚（1901年12月23日—1983年4月22日），又名林丽咪，福建厦门人，中国妇科、产科医生。
她是北京协和医院第一位中国籍妇产科主任及中國科學院首批學部委員中唯一的女性。林巧稚雖然終生未婚，但一生亲自接生了5万多婴儿，被稱為 “萬嬰之母” 。她在胎兒宮內呼吸、女性盆腔疾病、妇科肿瘤、新生兒溶血症等方面的研究做出了贡献，是中国现代妇产科学的奠基人之一。

## 生平

### 早年生涯
1901年12月23日（光绪二十七年），林巧稚出生于鼓浪屿的一个基督徒家庭，是林家的第三個女兒。因第二天夜晚就是聖誕夜，作為基督徒的父親視這個女兒為上帝賜給林家的聖誕禮物，故給她取名叫「巧稚」，有「靈巧而又天真」之意。1906年，林巧稚的母亲因患子宫颈癌去世，此事对林巧稚产生了巨大影响。
1908年，林巧稚进入蒙学堂（女子小学校）；之后，就读于鼓浪屿怀仁学校（鼓浪屿女子高中）。3年后升入鼓浪屿高等女子师范学校，因品学兼优，毕业后留校任教。

### 民国时期
1914年，林巧稚受洗，正式加入基督教。1921年，林巧稚参加协和医学堂考试。入学考试期间，有一名女生因中暑晕倒，她出面救护该生，以至于未能完成考试。但她依然被协和医学院录取。1929年，林巧稚毕业并获医学士学位，被聘为协和医院妇产科大夫，为该院第一位毕业留院的中国女医生，是当届文海奖学金唯一获得者。之后她从一名助理住院医生聘任为总住院医生，成为协和医院首位担任总住院医生的女性。
1932年，林巧稚到英国伦敦医学院和曼彻斯特医学院进修深造。1933年，林巧稚到奥地利维也纳进行医学考察。1939年，林巧稚到美国芝加哥大学医学院深造。1940年，林巧稚被美国方面聘请为“自然科学荣誉委员会委员”。同年回国，继续供职于协和医学院，不久升任妇产科主任，成为该院第一位中国籍女主任。1941年底，北京协和医院因太平洋战争关门。1942年，林巧稚在北京东堂子胡同开办私人诊所。后来，林巧稚担任了中和医院（前身为中央医院，现在为北京大学人民医院）妇产科主任。1946年，林巧稚受聘兼任北大医学院妇产科系主任。1948年，林巧稚返回协和医院，并在此工作直至去世。

### 共和国时期
1953年，林巧稚出席在奥地利召开的世界32个国家参加的世界医学会议，会后访问了苏联。1959年，林巧稚当选首届中国科学院唯一的女學部委員，并被任命为中国医学科学院副院长。1965年，林巧稚主持中华医学会第一届妇产科学术会议。
这一期间，她带领学生针对葡萄胎、子宫绒毛膜上皮癌进行了长期的研究。总结协和医院从1948年7月1日到1958年12月底接受的158例滋养细胞肿瘤患者的案例之后，她们发现27例恶性葡萄胎中有24例发生了远处转移，86例良性葡萄胎中也有9例发生了远处转移。这一发现推翻了外国专家分析200例葡萄胎病例后得出的良性葡萄胎不转移的结论。此外，在北京市政府的支持下，林巧稚在1958年组织对22处居民地段、27所学校、83个机关单位的7万多29岁以上妇女进行了抽样检查，开始着手对妇科疾病的流行病学进行调查。为了降低新生婴儿死亡率，防治宫颈癌等疾病，林巧稚还撰写了通俗读物《家庭卫生顾问》。
文革期間，林巧稚被劃為“重點改造對象”、“反動學術權威”，被發配到協和醫院病房做護工。1969年4月中旬，協和醫院革委會宣佈「解放」林巧稚。1971年2月6日，周恩來總理在人民大會堂舉行的一個會議上親自接見林巧稚。
1972年，林巧稚任副团长率中华医学会代表团出访美国、加拿大。1973年，受聘为世界卫生组织医学研究顾问委员会顾问，任期5年，至1977年。1974年，林巧稚任中国友好参观团团长率团出访伊朗，同年赴日内瓦出席世界卫生组织召开的医学顾问委员会会议，会后考察了瑞士、法国。1978年12月，林巧稚和楚图南率中国人民友好代表团赴西欧四国访问，在英国患脑血栓后返回。1980年12月2日，林巧稚病情加重被送进医院，病重期间仍然坚持写完了《妇科肿瘤》一书。
1983年4月22日，林巧稚在北京协和医院病逝。林巧稚在辭世時的遺囑有3項內容：將積蓄3萬元人民幣捐獻給醫院的托儿所、遺體供醫學解剖用、骨灰撒在故鄉鼓浪嶼的海上。

## 纪念

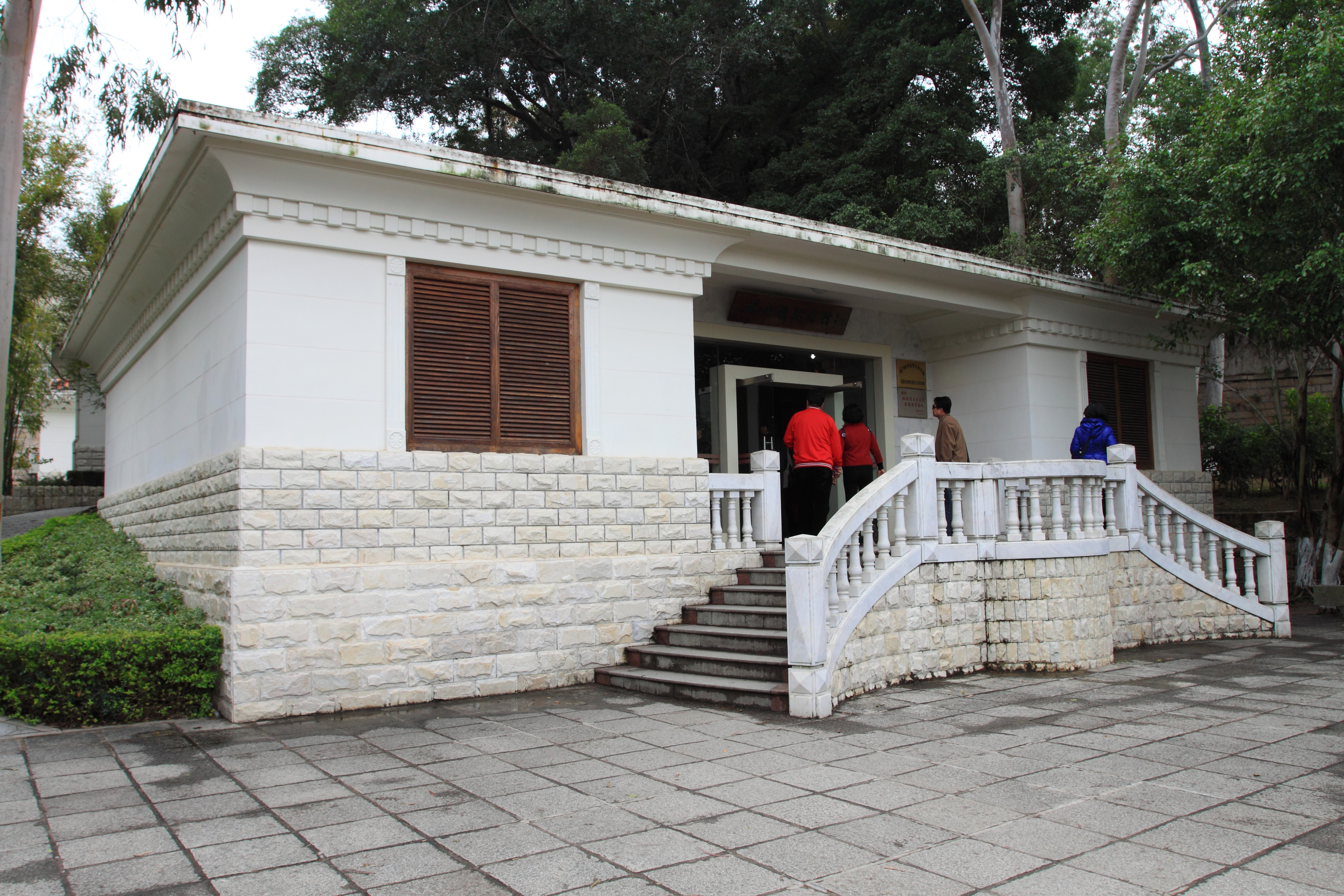
鼓浪屿毓园林巧稚纪念馆

林巧稚逝世后，厦门鼓浪屿于1984年建造了名为“毓园”的林巧稚纪念馆。中华人民共和国邮电部于1990年10月10日发行的《中国现代科学家邮票》第二组中的医学家即为林巧稚。中国青年出版社、中国科学技术出版社及福建科技出版社分别于1985年、1989年、1992年分别出版了纪实文学《林巧稚传》。中国和平出版社及百花文艺出版社也分别出版了《林巧稚》。
2009年9月14日，林巧稚选入“100位新中国成立以来感动中国人物”。

## 贡献
林巧稚是中国现代妇产科学的开拓者之一，她在临床、科研和教学上做出了重要贡献。

### 计划生育
1956年，林巧稚在青岛疗养时，向毛泽东面陈过必须控制人口发展的建议。当时中华医学会召开第一届妇产科学术会议，她作为学会主任委员、会议主持人，根据周恩来指示，提议计划生育议题。1957年，马寅初在全国人大第一届四次会议上，提出控制人口的战略性问题。林巧稚与王叔贞等人联名，作了关于加强计划生育工作的书面发言，从医学的角度进一步阐明控制人口的必要性和可能性，并提出了实行计划生育的措施和方法。1960年代，她成立了科研小组，承担国家重点课题研究及避孕药具鉴定，其指定的避孕药剂量，成为中国大陆口服避孕药的标准剂量。研究小组与北京妇产医院合作研制成功的金属、塑料混合型避孕环——北京型宫内节育器因避孕效果好，最后在全国被推广采用。

### 宫颈癌
宫颈癌是妇科的多发病，由于早期不易被患者察觉，到临床就诊时往往已入晚期。林巧稚提出在北京地区进行子宫颈癌普查，开展基础性的调查研究。1958年，在张臣芬合作下，制定了普查方案，选定北京市东城区作为试点，获得50000人的大量调查资料。接着，在妇产医院的参与下，扩大调查范围至近90000人的资料。其结果于1960年以“北京市88988居民区子宫颈普查结果初步报告”为题，发表在《中华妇产科杂志》。根据北京地区的经验，中国20个城市，相继对110余万、25岁以上适龄妇女进行了检查。患病率为145/100000，这也是当时全国范围内最大的一次妇科普查。
在此基础上，林巧稚团队对子宫颈癌的诱发原因进行研究，并使得其发病率和死亡率大幅度下降。据北京地区的统计资料，1972至1976年，发病率仅为1958至1959年的14.3%；早期癌在子宫颈癌中被发现的比例，由5.5%提高到43.7%，上升了8倍。

### 绒毛膜癌
1958年，林巧稚在协和医院妇产科成立了绒毛膜癌研究组，由宋鸿钊任组长，开展绒癌药物治疗的系列研究。至1978年，该研究组创制出大剂量多途径用药方法，使大多数病人得到根治。从协和医院收治的病例的统计结果来看，治愈率从1959年的10%，提高到1978年的80%以上；恶性葡萄胎的治愈率几乎是100%。研究成功的通过脑动脉或鞘膜内注射化学药物的治疗方法，使脑转移的绒毛膜癌病人死亡率，由过去的100%，下降至30%以下。

### 基因诊断
由于遗传或其他原因，产科胎儿经常出现无脑、脑积水、开放型脊柱裂、肺发育不全、先天性心脏病、腹裂等先天性畸形缺陷。1977年，林巧稚在协和医院建立中国首家遗传病产前诊断咨询门诊和遗传病实验室。孙念怙配合成立了专门的研究组，开展了细胞遗传学、酶学到分子遗传学的胎儿产前诊断。其《羊水细胞培养》获1981年卫生部科技成果一等奖。《早孕绒毛诊断胚胎染色体异常》获国家科技进步二等奖。《预防性优生》获1986年计划生育委员会科技进步二等奖；《血友病的产前基因诊断》获1991年卫生部科技进步二等奖。

### 新生儿溶血症
林巧稚还首创在中国开展新生儿溶血症的换血治疗。1962年，林巧稚及同事们通过全身换血术，将脐静脉换血治愈一名患有溶血症的新生儿，此例是中国首次成功治愈新生儿溶血症的案例，其治疗方法也迅速在全国推广。

## 评价
林巧稚一生未婚，没有自己的儿女，却親手接生过五万名新生儿。接生的孩子里，很多名字里都带一个“林”字，这是众多普通妇女对林巧稚这位“万婴之母”的感恩。她对病人高度负责，教育妇产科所有的人，「救活一个产妇、孕妇，就是救活了两个人」。许多孕妇为了感谢她的救命之情，把林巧稚醫師親手接生的嬰兒起名「念林」、「爱林」、「敬林」、「仰林」等名字，以示对林巧稚的永久纪念。

## 著作
研究论文：
- 《从病理检查和尿内绒毛促性腺激素定量试验讨论子宫绒毛膜上层癌的预后》
- 《北京市88988居民的地区子宫颈癌普查结果初步报告》
- 《葡萄胎和绒癌尿内绒毛促性腺激素的测定》
- 《24例良性葡萄胎及恶性葡萄胎转移的研究》
- 《老性葡萄胎85例诊断及预后的探讨》

书籍：
- 《妇科学进展》
- 《妇科肿瘤病学》

主编：
- 《妇科肿瘤》，北京：人民卫生出版社，1982年9月，ISBN 140484162
- 《农村妇幼卫生常识问答》，北京：人民卫生出版社，1975年11月
- 《家庭教育顾问》，北京：中国青年出版社，1981年
- 《家庭育儿百科全书》